# Mogilany
Mogilany è un comune rurale polacco del distretto di Cracovia, nel voivodato della Piccola Polonia.
Ricopre una superficie di 43,55 km² e nel 2004 contava 11 240 abitanti.